# Мужанци
Мужанци или Мушанци (на македонска литературна норма: Мушанци) е бивше село в централната част на Северна Македония.

## География
Мужанци е било разположено на левия бряг на река Вардар срещу (източно) село Градско.

## История
В XIX век Мужанци е село в Щипска кааза на Османската империя. Според статистиката на Васил Кънчов („Македония. Етнография и статистика“) от 1900 година Мушанци има 400 жители, всички българи мохамедани.
След Междусъюзническата война в 1913 година то остава в Сърбия. След Първата световна война мюсюлманите се изселват и в Мужанци се заселват сръбски колонисти, които с частни средства изкупуват земя от землището на селото.
На етническата си карта от 1927 година Леонард Шулце Йена показва Мужанци (Mužanci) като турско село.